# Willy Prager
Willy Prager (né le 23 mai 1877 à Kattowitz, mort le 4 mars 1956 à Berlin) est un acteur et scénariste allemand.

## Biographie
Il commence sa carrière en 1898 dans le théâtre berlinois de variétés Quargs. En 1909, il a des cachets dans des cabarets comme ceux de Rudolf Nelson et des théâtres plus prestigieux comme le Deutsches Theater de Berlin sous la direction de Max Reinhardt. En 1925, il vient à un registre comique dans le cabaret Schall und Rauch.
Il commence sa carrière au cinéma avec Max Reinhardt. Au début du cinéma parlant, il participe aux scénarios de quelques comédies.
Quand les nazis prennent le pouvoir, Prager est écarté à cause de rumeurs sur son appartenance politique puis interdit de jouer. D'origine juive, il vit dans la clandestinité. Après la Seconde Guerre mondiale, il revient au théâtre et au cinéma.

## Filmographie
En tant qu'acteur
- 1913 : Die Insel der Seligen
- 1919 : Der Saal der sieben Sünden
- 1920 : Les Filles de Kohlhiesel
- 1920 : Die Augen der Welt
- 1923 : Alt-Heidelberg
- 1926 : Der Jüngling aus der Konfektion
- 1929 : Valse d'amour
- 1930 : Das Kabinett des Dr. Larifari
- 1930 : Aimé des dieux
- 1930 : Moritz macht sein Glück
- 1931 : Das gelbe Haus des King-Fu
- 1931 : Schützenfest in Schilda
- 1931 : Eine Nacht im Grandhotel
- 1932 : Aus einer kleinen Residenz
- 1947 : Mariage dans l'ombre
- 1948 : Morituri
- 1948 : Beate
- 1949 : Schicksal am Berg
- 1950 : Das kalte Herz

En tant que scénariste
- 1926 : Der Jüngling aus der Konfektion
- 1930 : Moritz macht sein Glück
- 1931 : Um eine Nasenlänge
- 1931 : Schützenfest in Schilda
- 1931 : Die Nacht ohne Pause
- 1949 : Um eine Nasenlänge (avec Bobby E. Lüthge)

## Source de la traduction
- (de) Cet article est partiellement ou en totalité issu de l’article de Wikipédia en allemand intitulé « Willy Prager » (voir la liste des auteurs).